# Papir de Torí

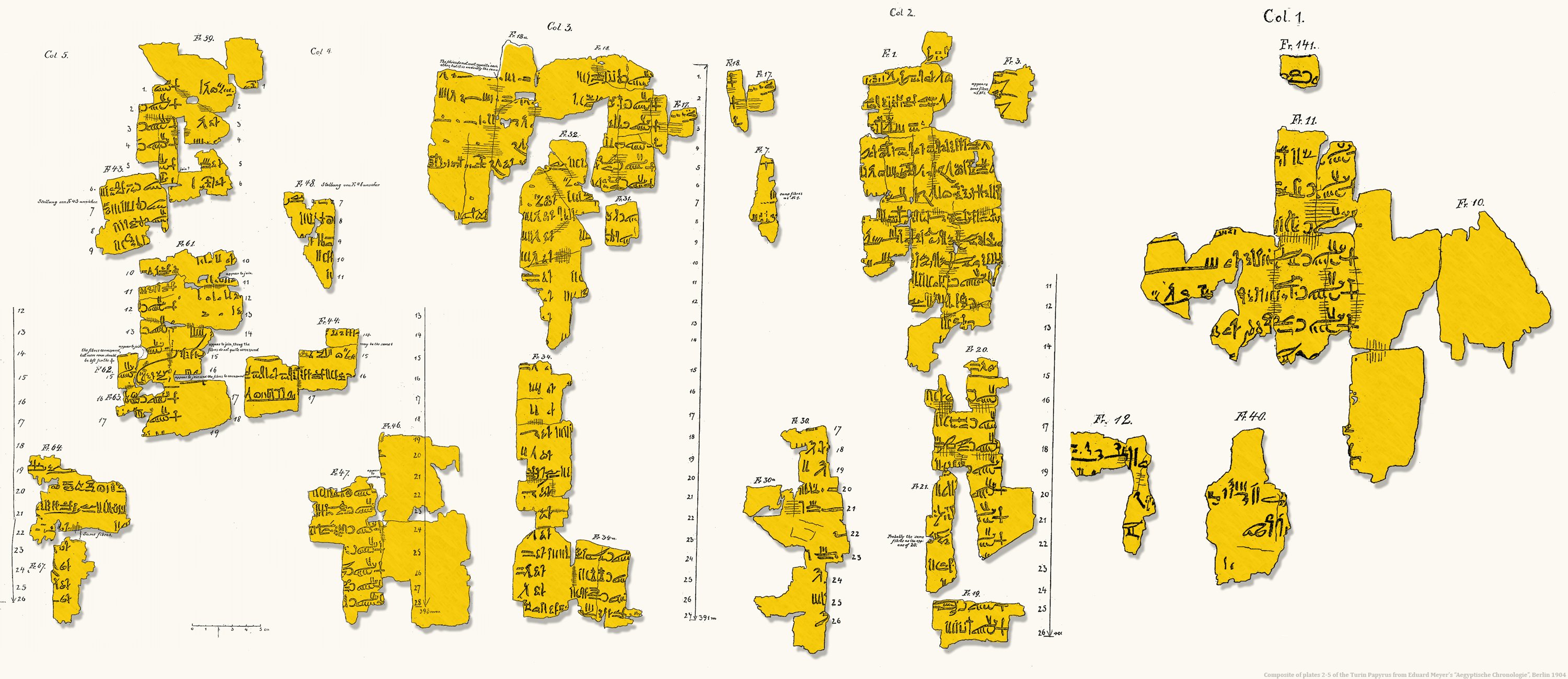
Papir de Torí. Dibuix del papir d'Eduard Meyer (1904)

El Papir de Torí o Cànon reial de Torí és un papir fragmentat amb una llista de faraons que es conserva al Museu Egipci de Torí (Itàlia) i que fou propietat del rei de Sardenya. Encara que té algun error que s'ha pogut comprovar, en general és una bona font que malauradament resta incompleta, ja que durant un trasllat (quan fou enviat a Torí) es va malmetre i no s'ha pogut reconstruir del tot.
Fa 1,70 m de llarg i 0,40 m d'ample i dona, a més del nom dels faraons, el període exacte de molts regnats. Hi ha esmentats més de 300 reis, des dels déus i semidéus fins a la dinastia XVII, i fou escrit en temps de Ramsés II vers el 1200 aC, però no se'n saben les fonts ni la finalitat. Els reis estan agrupats pel lloc on tenien la capital i així es formen 16 grups, diferents de la tradicional divisió de Manethó.

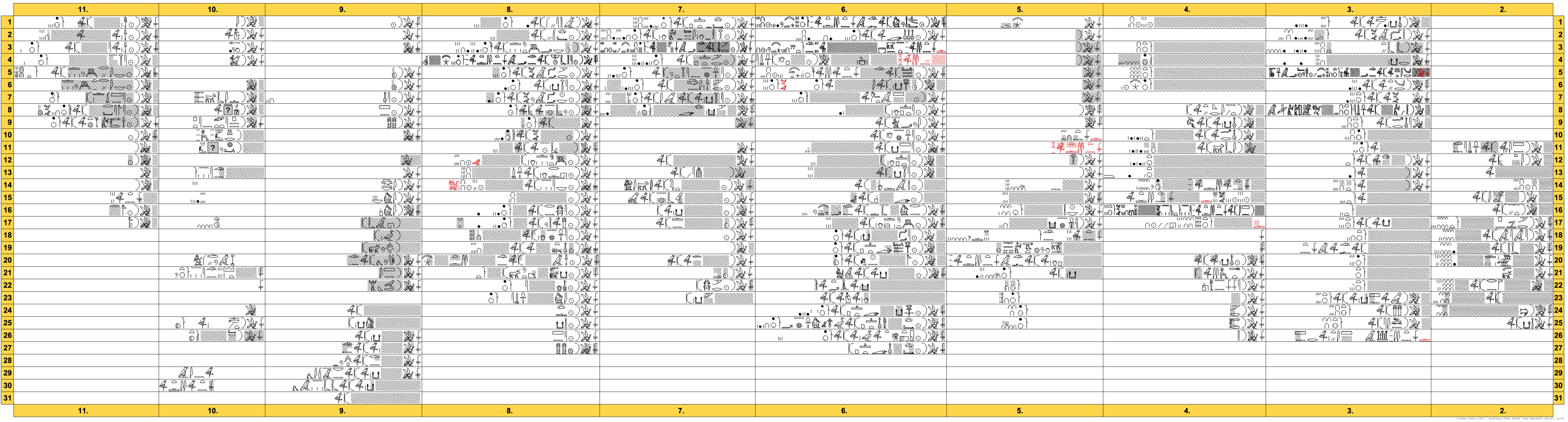
Canon reial de Torí. Reconstrucció de les inscripcions jeroglífiques

Bernardino Drovetti, un diplomàtic i col·leccionista italià, rival de Henry Salt en les adquisicions d'antiguitats egípcies, va aconseguir el papir, que s'havia trobat a la zona de Luxor el 1820, i el va dur a Europa. El museu de Torí l'adquirí, entre altres peces de l'antic Egipte, el 1824, i en obrir el cofret on havia estat transportat el van trobar fet bocins, la majoria de no més d'un centímetre quadrat. Champollion l'examinà i descobrí que hi havia inscrit el nom d'alguns reis. Poc després, el saxó Gustav Seyffarth el reconstruí i l'estudià. Des d'aleshores, s'han realitzat diversos estudis sobre el cànon reial.

## Notes

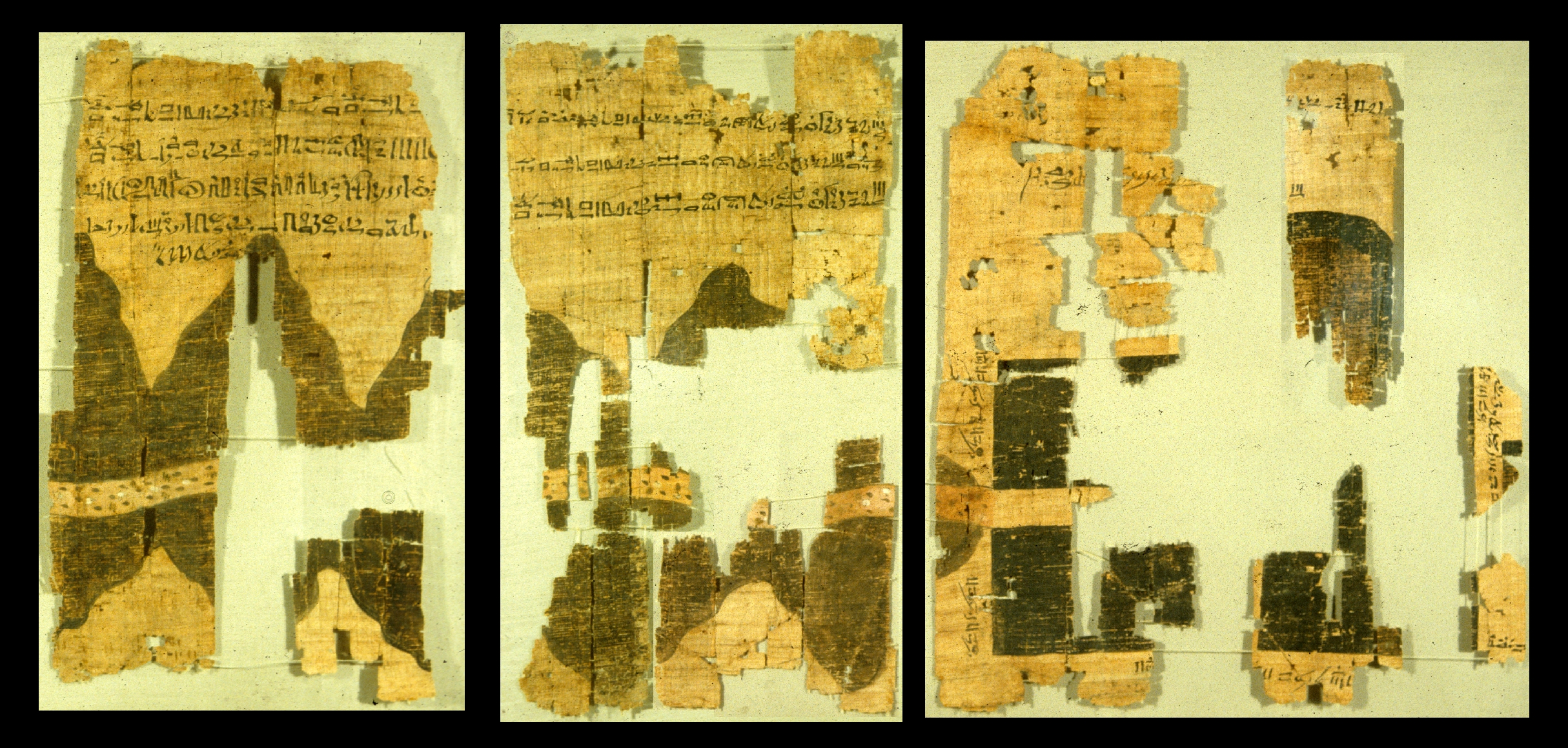
Papir de Torí 1, el mapa geologicotopogràfic més antic conegut